# Copa Kor Royal
La Copa Kor Royal (en tailandés: ถ้วย ก พระราชทาน; ถ้วย ก), hasta 1963 Copa Yai (en tailandés: ถ้วย ใหญ่), fue la máxima categoría del fútbol en Tailandia desde su fundación en 1916 hasta 1995, cuando la Asociación de Fútbol de Tailandia creó la Liga de Tailandia.
Desde 1996 la Copa Kor Royal pasó a ser un partido anual disputado entre el equipo campeón y el subcampeón de la Liga de Tailandia, esta modalidad se utilizó hasta el año 2009.
En 2010, el trofeo pasó a ser la Supercopa de Tailandia, partido anual entre el campeón de la Liga de Tailandia y el vencedor de la Copa FA de Tailandia.
Desde 2016 el encuentro pasó a llamarse la Copa de Campeones de Tailandia.

## Historial del torneo

### Campeón de Tailandia 1916 a 1995
- En este periodo el ganador fue considerado en propiedad como Campeón de Tailandia. 
| - 1916 : Department of Performing Arts - 1917 : Vajiravudh College - 1918 : Vajiravudh College - 1919 : Vajiravudh College - 1920 : Chulalongkorn University - 1921 : Royal Military Academy - 1922 : Royal Military Academy - 1923 : Royal Thai Naval Academy - 1924 : Royal Thai Naval Academy - 1925 : torneo cancelado - 1926 : Kong Dern Rot - 1927 : Kong Dern Rot - 1928 : Suankularb Wittayalai School - 1929 : Suankularb Wittayalai School - 1930 : Assumption Academy - 1931 : Thailand Post - 1932-47 : torneos cancelados - 1948 : Bang Rak Academy - 1949 : Assumption Academy - 1950 : torneo cancelado - 1951 : Chai Sod - 1952 : Royal Thai Air Force |  | - 1953 : Royal Thai Air Force - 1954 : Hakka Association of Thailand - 1955 : Chula-Alumni Association - 1956 : Hainan Association of Thailand - 1957 : Royal Thai Air Force - 1958 : Royal Thai Air Force - 1959 : Royal Thai Air Force - 1960 : Royal Thai Air Force - 1961 : Royal Thai Air Force - 1962 : Royal Thai Air Force - 1963 : Royal Thai Air Force - 1964 : Bangkok Bank - 1965 : Royal Thai Police - 1966 : Bangkok Bank - 1967 : Bangkok Bank † & Royal Thai Air Force † - 1968 : Port Authority of Thailand - 1969 : Raj-Vithi FC - 1970 : Raj Pracha FC - 1971 : Raj Pracha FC - 1972 : Port Authority of Thailand - 1973 : Raj-Vithi FC - 1974 : Port Authority of Thailand |  | - 1975 : Raj-Vithi FC - 1976 : Port Authority of Thailand - 1977 : Raj-Vithi FC - 1978 : Port Authority of Thailand - 1979 : Port Authority of Thailand - 1980 : Raj Pracha FC - 1981 : Bangkok Bank - 1982 : Raj Pracha FC - 1983 : Royal Thai Army FC - 1984 : Bangkok Bank - 1985 : Port Authority of Thailand - 1986 : Bangkok Bank - 1987 : Royal Thai Air Force - 1988 : Krung Thai Bank - 1989 : Krung Thai Bank - 1990 : Port Authority of Thailand - 1991 : Thai Farmers Bank - 1992 : Thai Farmers Bank - 1993 : Thai Farmers Bank - 1994 : Bangkok Bank - 1995 : Thai Farmers Bank |

### Títulos por club
| Club                           | Campeón | Años campeón                                                     |
| ------------------------------ | ------- | ---------------------------------------------------------------- |
| Royal Thai Air Force FC        | 11      | 1952, 1953, 1957, 1958, 1959, 1960, 1961, 1962, 1963, 1967, 1987 |
| Port Authority of Thailand FC  | 8       | 1968, 1972, 1974, 1976, 1978, 1979, 1985, 1990                   |
| Bangkok Bank FC                | 7       | 1964, 1965, 1966, 1981, 1984, 1986, 1994                         |
| Raj Pracha FC                  | 4       | 1970, 1971, 1980, 1982                                           |
| Raj-Vithi FC                   | 4       | 1969, 1973, 1975, 1977                                           |
| Thai Farmers Bank FC           | 4       | 1991, 1992, 1993, 1995                                           |
| Vajiravudh College             | 3       | 1917, 1918, 1919                                                 |
| Krung Thai Bank FC             | 2       | 1988, 1989                                                       |
| Assumption Academy             | 2       | 1930, 1949                                                       |
| Kong Dem Rot                   | 2       | 1926, 1927                                                       |
| Royal Military Academy         | 2       | 1921, 1922                                                       |
| Royal Thai Naval Academy       | 2       | 1923, 1924                                                       |
| Suankularb Wittayalai School   | 2       | 1928, 1929                                                       |
| Bang Rak Academy               | 1       | 1948                                                             |
| Chai Sod                       | 1       | 1951                                                             |
| Chula-Alumni Association       | 1       | 1955                                                             |
| Chulalongkorn University       | 1       | 1920                                                             |
| Department of Performing Arts  | 1       | 1916                                                             |
| Hainan Association of Thailand | 1       | 1956                                                             |
| Hakka Association of Thailand  | 1       | 1954                                                             |
| Royal Thai Army                | 1       | 1983                                                             |
| Royal Thai Police              | 1       | 1965                                                             |
| Thailand Post                  | 1       | 1931                                                             |

## Palmarés desde 1996

### Trofeo 1996-2009
El trofeo es disputado entre el campeón y subcampeón de Liga Premier de Tailandia
| Temporada | Campeón                   | Resultado | Finalista                  |
| --------- | ------------------------- | --------- | -------------------------- |
| 1996      | Royal Thai Air Force      |           |                            |
| 1997      | Sinthana FC               |           |                            |
| 1998      | Sinthana FC               |           |                            |
| 1999      | Royal Thai Air Force      |           |                            |
| 2000      | Thai Farmers Bank         |           |                            |
| 2001      | BEC Tero Sasana           |           |                            |
| 2002      | Osotsapa FC               |           |                            |
| 2002-03   | Krung Thai Bank           |           |                            |
| 2003-04   | Krung Thai Bank           |           |                            |
| 2006      | Thailand Tobacco Monopoly | 4 - 1     | Prov. Electrical Authority |
| 2007      | Osotsapa FC               | 2 - 1     | Bangkok University         |
| 2008      | Chonburi FC               | 1 - 0     | Krung Thai Bank            |
| 2009      | Chonburi FC               | 1 - 0     | Buriram United (PEA)       |

### Supercopa de Tailandia
El trofeo es disputado entre el campeón de la Liga Premier y el vencedor de la Copa de Tailandia
| Temporada | Fecha      | Campeón           | Resultado        | Finalista         | Sede de la final               |
| --------- | ---------- | ----------------- | ---------------- | ----------------- | ------------------------------ |
| 2010      | 20-02-2010 | Muangthong United | 2 - 0            | Thai Port FC      | Estadio Suphachalasai, Bangkok |
| 2011      | 30-01-2011 | Chonburi FC       | 2 - 1            | Muangthong United | Estadio Suphachalasai, Bangkok |
| 2012      | 11-03-2012 | Chonburi FC       | 2 - 2 (4-3 pen.) | Buriram United    | Estadio Suphachalasai, Bangkok |
| 2013      | 23-03-2013 | Buriram United    | 2 - 0            | Muangthong United | Estadio Suphachalasai, Bangkok |
| 2014      | 01-02-2014 | Buriram United    | 1 - 0            | Muangthong United | Estadio Suphanburi, Suphanburi |
| 2015      | 24-01-2015 | Buriram United    | 1 - 0            | Bangkok Glass     | Estadio Suphachalasai, Bangkok |
| 2016      | 20-02-2016 | Buriram United    | 3 - 1            | Muangthong United | Estadio Suphachalasai, Bangkok |

### Copa de Campeones de Tailandia
El trofeo es disputado entre el campeón de la Liga Premier y el vencedor de la Copa de Tailandia
| Temporada | Fecha      | Campeón           | Resultado        | Finalista        | Sede de la final                 |
| --------- | ---------- | ----------------- | ---------------- | ---------------- | -------------------------------- |
| 2017      | 22-01-2017 | Muangthong United | 5 - 1            | Sukhothai FC     | Estadio Rajamangala, Bangkok     |
| 2018      | 19-01-2018 | Chiangrai United  | 2 - 2 (pen. 6-5) | Buriram United   | Estadio Suphachalasai, Bangkok   |
| 2019      | 2-02-2019  | Buriram United    | 3 - 1            | Chiangrai United | Royal Thai Army Stadium, Bangkok |

### Títulos por club (desde 1996)
| Club                           | Campeón | Años campeón                 |
| ------------------------------ | ------- | ---------------------------- |
| Buriram United                 | 5       | 2013, 2014, 2015, 2016, 2019 |
| Chonburi FC                    | 4       | 2008, 2009, 2011, 2012       |
| Royal Thai Air Force FC        | 2       | 1996, 1999                   |
| Sinthana FC †                  | 2       | 1997, 1998                   |
| Bangkok Bank FC †              | 2       | 2003, 2004                   |
| Osotsapa FC                    | 2       | 2002, 2007                   |
| Muangthong United              | 2       | 2010, 2017                   |
| Thai Farmers Bank FC †         | 1       | 2000                         |
| BEC Tero Sasana                | 1       | 2001                         |
| Thailand Tobacco Monopoly FC † | 1       | 2006                         |
| Chiangrai United FC            | 1       | 2018                         |

- † Equipo desaparecido.